# Svetlana Lápina
Svetlana Lápina (Rusia, 12 de abril de 1978) es una atleta rusa, especializada en la prueba de salto de altura, en la que llegó a ser medallista de bronce mundial en 1999.

## Carrera deportiva
En el Mundial de Sevilla 1999 ganó la medalla de bronce en salto de altura, con un salto de 1,99 metros que fue su mejor marca personal, quedando tras la ucraniana Inga Babakova y su compatriota la también rusa Yelena Yelésina.